# 대니 보일
대니 보일(Daniel "Danny" Boyle, 1956년 10월 20일 ~ )은 잉글랜드의 영화 감독, 연극 감독, 영화 프로듀서이다. 그는 《슬럼독 밀리어네어》, 《127 시간》, 《28일 후》, 《선샤인》, 《트레인스포팅》과 같은 작품으로 잘 알려져 있다.
1996년 《쉘로우 그레이브》로 제1회 엠파이어상 감독상을 받았다. 2009년에는 《슬럼독 밀리어네어》로 아카데미 감독상을 포함한 다수의 상을 받았다.
2012년 런던 올림픽 개막식 총감독을 맡았다.

## 작품 목록
- 쉘로우 그레이브 (1994)
- 트레인스포팅 (1996)
- 인질 (1997)
- 비치 (2000)
- 28일 후 (2002)
- 밀리언즈 (2004)
- 선샤인 (2007)
- 슬럼독 밀리어네어 (2008)
- 127 시간 (2010)
- 트랜스 (2013)
- 스티브 잡스 (2015)
- T2: 트레인스포팅 2 (2017)
- 예스터데이 (2019)
- 28년 후 (2025)

## 수상 경력
- 슬럼독 밀리어네어 - 2008(제81회) 아카데미 감독상
- 쉘로우 그레이브 - 1994(제48회) BAFTA 영국 영화상
- 슬럼독 밀리어네어 - 2008(제62회) BAFTA 감독상
- 슬럼독 밀리어네어 - 2008(제66회) 골든 글로브상 감독상

## 추가 문헌
- Mayer, Geoff; McDonnell, Brian (2007). 《Encyclopedia of film noir》. Greenwood Publishing Group. ISBN 0313333068.